# Ruble (banda)
Rubl (en ruso: Рубль) es una banda de rock ruso de San Petersburgo, creada por Sergéi Shnurov el 25 de septiembre de 2008. Después de que el 25 de diciembre se anunció la disolución del grupo de Ska punk Leningrad, Rubl se convirtió en el proyecto principal de Shnur.

## Historia
Inicialmente el grupo Rubl formado por Sergéi Shnurov era únicamente un proyecto paralelo, hasta que la banda Leningrad llegó a su fin y Rubl pasó a ser el proyecto principal. El grupo también incluye la participación de Andréi Antonenko, Alekséi Kanev, Denís Mozhin (exmiembros de Leningrad).
En el grupo Rubl los músicos se desempeñan con instrumentos diferentes en comparación a los que ejecutaban en Leningrad. Ahora Denís Mozhin toca la batería, Andréi Antonenko el teclado, Alekséi Kanev maneja el sonido y Konstantin Limonov toca la guitarra al igual que lo hacía en Leningrad.
Según Shnur, su idea era crear un trío (Konstantin Limonov se unió al grupo más tarde) a diferencia de Leningrad que integraba 14 músicos.
El nombre de la banda significa rublo (es la moneda que se utiliza en Rusia), este se debe a la crisis económica actual, y remplazó al nombre anterior Zhelezyaka.
El 1 de febrero de 2009 lanzaron el simple de vinilo, como anexo de la revista Russki Pioner. La grabación se realizó en el estudio FunnVoks del 10 al 13 de diciembre de 2008.

## Discografía
- 1 de febrero de 2009 – Sovyest (maksi-singl)
- Sdachi ne nado - 2009

## Miembros
- Sergéi Shnurov – voz, guitarra solista, música, texto
- Konstantin Limonov – guitarra rítmica
- Andréi Antonenko – teclados
- Denís Mozhin – batería
- Alekséi Kanev